# Larinia ishango
Larinia ishango är en spindelart som först beskrevs av Manfred Grasshoff 1971.  Larinia ishango ingår i släktet Larinia och familjen hjulspindlar.
Artens utbredningsområde är Kongo. Inga underarter finns listade i Catalogue of Life.